# Kolozsvár metropolisztérség

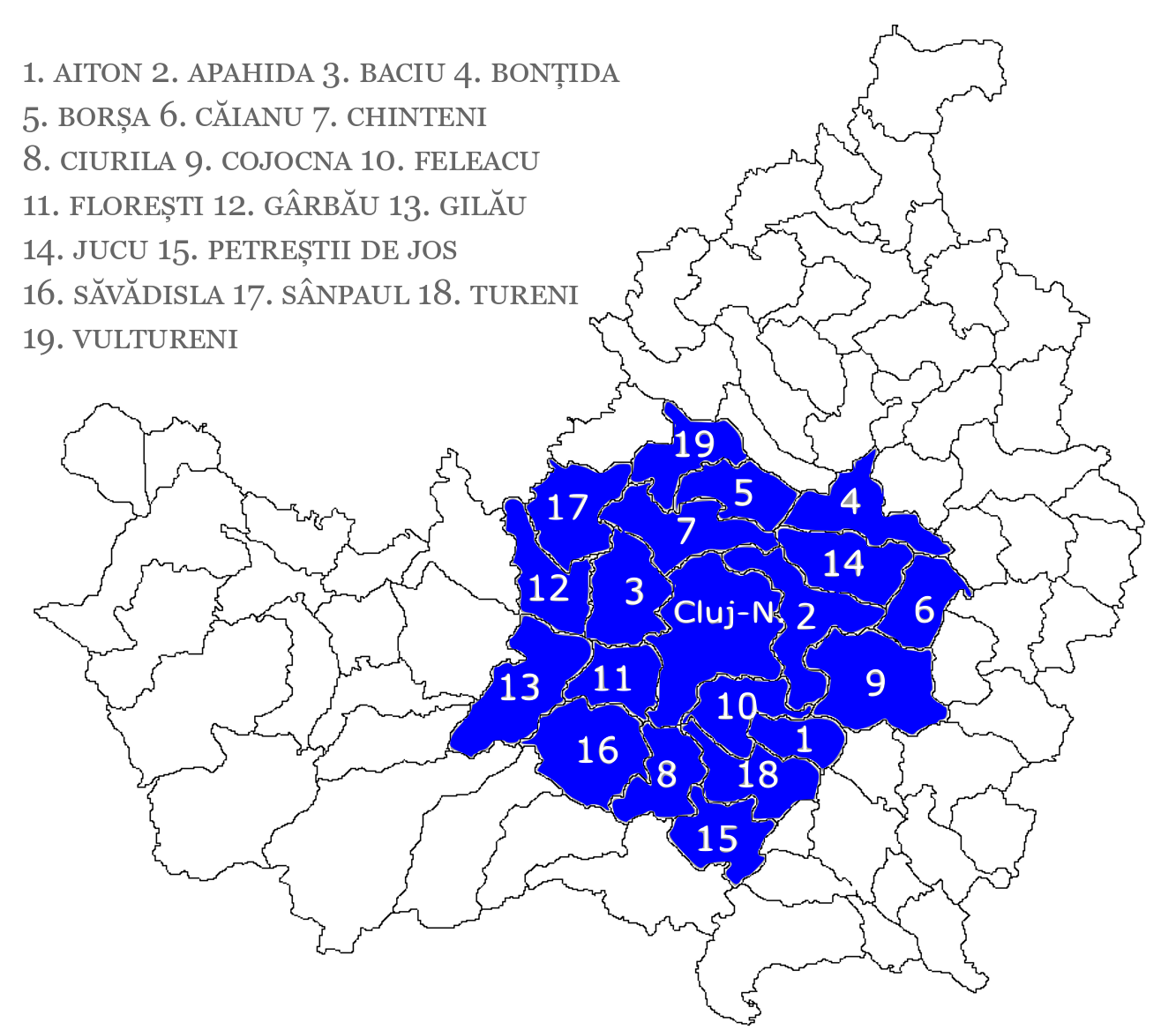
A metropolisztérség térképe

A Kolozsvár metropolisztérség Romániában, Kolozs megyében található metropolisztérség, amelyet Kolozsvár és 19 környező község alkot (Ajton, Apahida, Bonchida, Borsaújfalu, Csürülye, Erdőfelek, Gyalu, Kajántó, Kisbács, Kolozs, Kolozsborsa, Magyargorbó, Magyarkályán, Magyarpeterd, Magyarszentpál, Szászfenes, Tordaszentlászló, Tordatúr, Zsuk). Területe 153 754 hektár, ami a megye területének 23%-át teszi ki. Népessége a 2011. évi népszámláláskor 418 153 fő volt; ezzel Románia második legnagyobb metropolisztérsége. 2019-re népessége 441 846 főre emelkedett.

## Szervezete
A Kolozsvári Metropoliszövezet Közösségközi Fejlesztési Egyesület elnevezésű, jogi személyiségű társulást a közgyűlés irányítja, amelyben az egyes községek a lakosság arányában vesznek részt. A Kolozs Megyei Tanácsnak négy, Kolozsvárnak harminc, az egyes községnek egy-egy képviselője van a közgyűlésben. A társulás igazgatótanácsa a polgármesterekből és a megyei tanács elnökéből áll. Az igazgatótanács elnöke Kolozsvár képviselője.

## Története
A Kolozs Megyei Tanács 2006-os kezdeményezése nyomán 2008-ban jött létre, akkor Kolozsvár és 17 község alkotta. Magyarszentpál 2009-ben, Tordaszentlászló 2016-ban csatlakozott. A társulás célja a térség tartós fejlesztése regionális projektekben való részvétellel, valamint egyes közösségi szolgáltatások nyújtása,  ezen belül a területfejlesztés és infrastrukturális fejlesztések koordinálása, a települések közti egyenlőtlenségek megszüntetése, a környezet védelmének elősegítése, innováció elősegítése.
Fennállása során több, az Európai Unió vagy a Norvég Alap által finanszírozott projektben vett részt:
- 2014-2017: Pata Cluj – a pataréti közösség társadalmi integrációja[7]
- 2015-2018: Refill – a városi üres területek ideiglenes hasznosítása az innováció érdekében[8][9]
- 2016-2021: Tram – fenntartható városi mobilitás fejlesztési terve[10]
- 2017-2019: EUCANET – európai állampolgárság elősegítése, civil részvétel az Európai Unió területén[11]
- 2017-2019: New Generation Skills[12]
- 2017-2020: RESTORE – Biztonságos és pozitív iskolai légkör kialakítása[13]
- 2017-2022: Stardust – Olyan műszaki megoldások és innovatív üzleti modellek kidolgozása, amelyek egy új városkoncepció kialakításához vezetnek[14]
- 2018-2020: URBforDAN – városi és városközeli erdők természeti örökségként való hasznosítása[15]
- 2019-2021: Cluj Future of Work – felkészülés a jövő munkaerőpiaci kihívásaira[16]
- 2019-2022: VeDe Közösség – Családon belüli erőszak megelőzése, családon belüli erőszak áldozatainak segítése[17]
- 2019-2022: Pata 2. – a pataréti közösség deszegregációjának folytatása[18]
- 2020: Eudigit – a digitális kultúrához való hozzáférésben tapasztalható egyenlőtlenségek feltárása[19]

## Népessége
A 2011. évi népszámlálás szerint a térséget alkotó közigazgatási egységek népessége az alábbi volt:
| Közigazgatási egység | Lakosok összesen | Románok | Magyarok | Romák |
| Kolozsvár            | 324576           | 249002  | 49425    | 824   |
| Szászfenes           | 22813            | 17578   | 3258     | 730   |
| Apahida              | 10685            | 9493    | 408      | 75    |
| Kisbács              | 10317            | 6580    | 3095     | 325   |
| Gyalu                | 8300             | 7141    | 706      | 109   |
| Bonchida             | 4856             | 3613    | 765      | 297   |
| Tordaszentlászló     | 4392             | 1975    | 2264     | 60    |
| Zsuk                 | 4270             | 3608    | 501      | 21    |
| Kolozs               | 4194             | 2826    | 689      | 387   |
| Erdőfelek            | 3923             | 2932    | 891      | 4     |
| Kajántó              | 3065             | 2370    | 539      | 10    |
| Magyargorbó          | 2440             | 1248    | 1075     | 49    |
| Magarszentpál        | 2382             | 1972    | 22       | 261   |
| Magyarkályán         | 2355             | 1431    | 852      | -     |
| Tordatúr             | 2278             | 1633    | 562      | 5     |
| Kolozsborsa          | 1600             | 1431    | 107      | 18    |
| Csürülye             | 1594             | 1500    | 18       | *     |
| Borsaújfalu          | 1516             | 1273    | 165      | 36    |
| Magyarpeterd         | 1512             | 1446    | 3        | 4     |
| Ajton                | 1085             | 918     | 118      | -     |
| Összesen             | 418153           | 319970  | 65463    | 3215  |

## Kritikák
Horváth Anna, a Fejlesztési Minisztérium volt államtitkára szerint a Kolozsvári metropolisztérség által elnyert támogatások fő haszonélvezője Kolozsvár volt, a községek nem részesültek belőle; ami éppenhogy ellentétes a metropolisztérségek létrehozásának céljával.
Horia Nasra országgyűlési képviselő 2019-ben azért kritizálta a kolozsvári városvezetést és a metropolisztérség vezetését, hogy a választási ígéretekkel szemben nem találtak megoldást a Kolozsvár és környező települések közötti közlekedés tehermentesítésére: a villamosvonal meghosszabbítása Szászfenesig nem történt meg, a városi tömegközlekedést nem terjesztették ki az övezet külső gyűrűjében elhelyezkedő településekre; a környékbeli polgármesterekkel alig tartják a kapcsolatot.